# تل رزجان
تل رزجان مربوط به دوران‌های تاریخی پس از اسلام است و در شهرستان فسا، بخش مرکزی، روستای رزجان واقع شده و این اثر در تاریخ ۱۹ اسفند ۱۳۸۰ با شمارهٔ ثبت ۴۸۹۸ به‌عنوان یکی از آثار ملی ایران به ثبت رسیده است.